# Этнографическая Литва
Этнографическая Литва (лит. Etnografinė Lietuva) — концепция, согласно которой этническая литовская территория занимала значительную часть территорий Великого княжества Литовского. С этой точки зрения литовцы — все современные жители данных областей, независимо от того, разговаривают они на литовским языке и считают себя литовцами или нет.
По мнению сторонников концепции, лица других национальностей, что сейчас проживают в границах этнографической Литвы, в частности белорусы и поляки, были славянизированы, а поэтому их необходимо релитуанизовать. Свою позицию они обосновывают тем, что этническая принадлежность определяется не языком, а происхождением.
Впервые подобные взгляды были упомянуты в 1905 году, в год съезда Великого виленского сейма, когда председатель Кабинета министров Российской империи Сергей Витте получил памятку, где говорилось: «литовцы, зная, что населённая ими с исторических времён территория состоит из литовских губерний Северно-Западного края: Виленской, Ковенской и Гродненской губерний, части Курляндии и Сувалской губернии (включённых в Царство Польское), считают их в этнографическом отношении литовскими, а их жителей, живущих там вместе с литовцами, или пришельцами — как поляков, евреев и русских , — или славянизированными литовцами, как белорусов». Среди известных представителей концепции был Миколас Биржишка.
По мнения польского историка Петра Лоссовского, идея этнографической Литвы противоречит праву на самоопределение народов, которые проживают на этих территориях, особенно поляков и белорусов.  

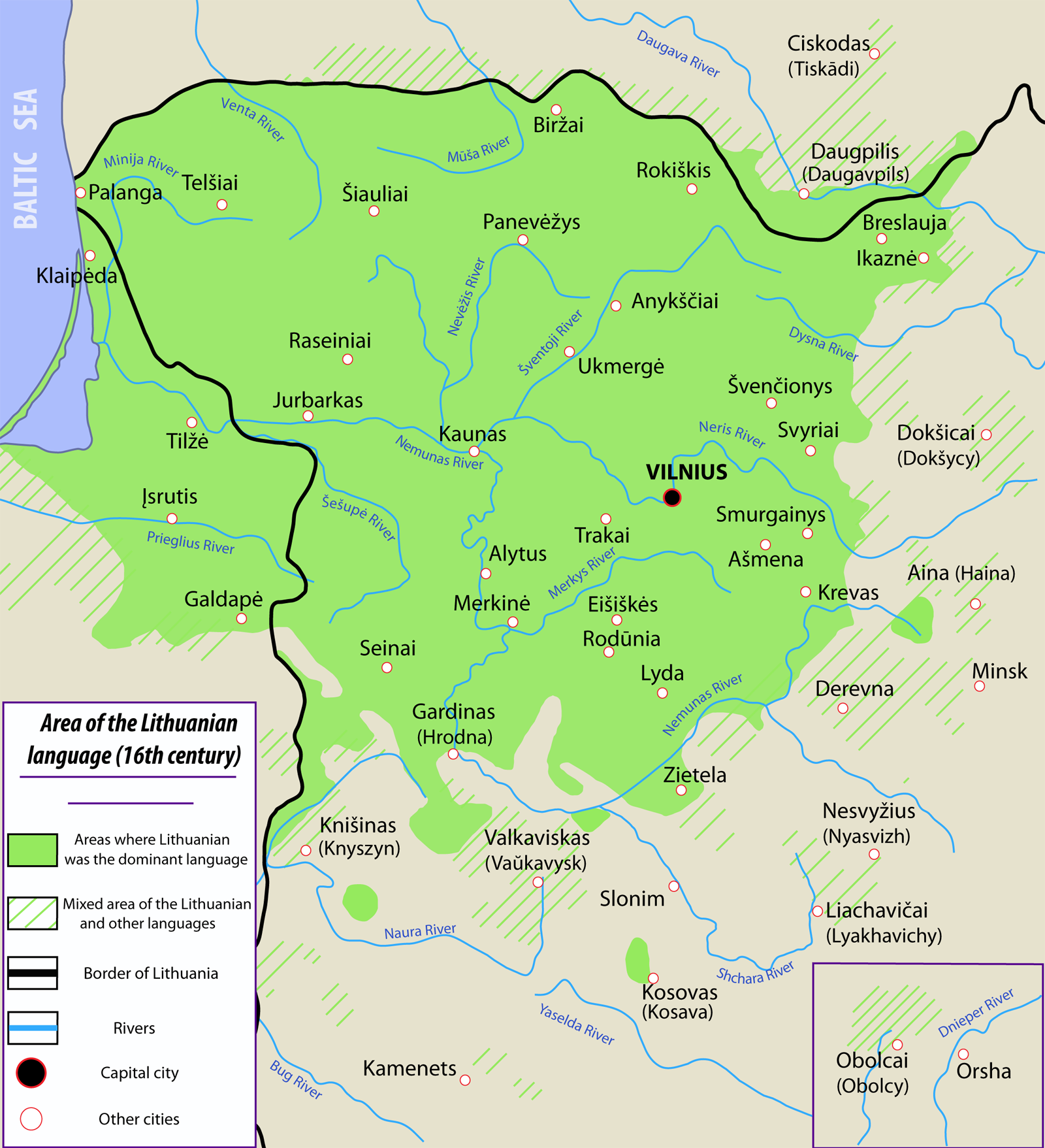
Ареал старолитовского языка в XVI в.
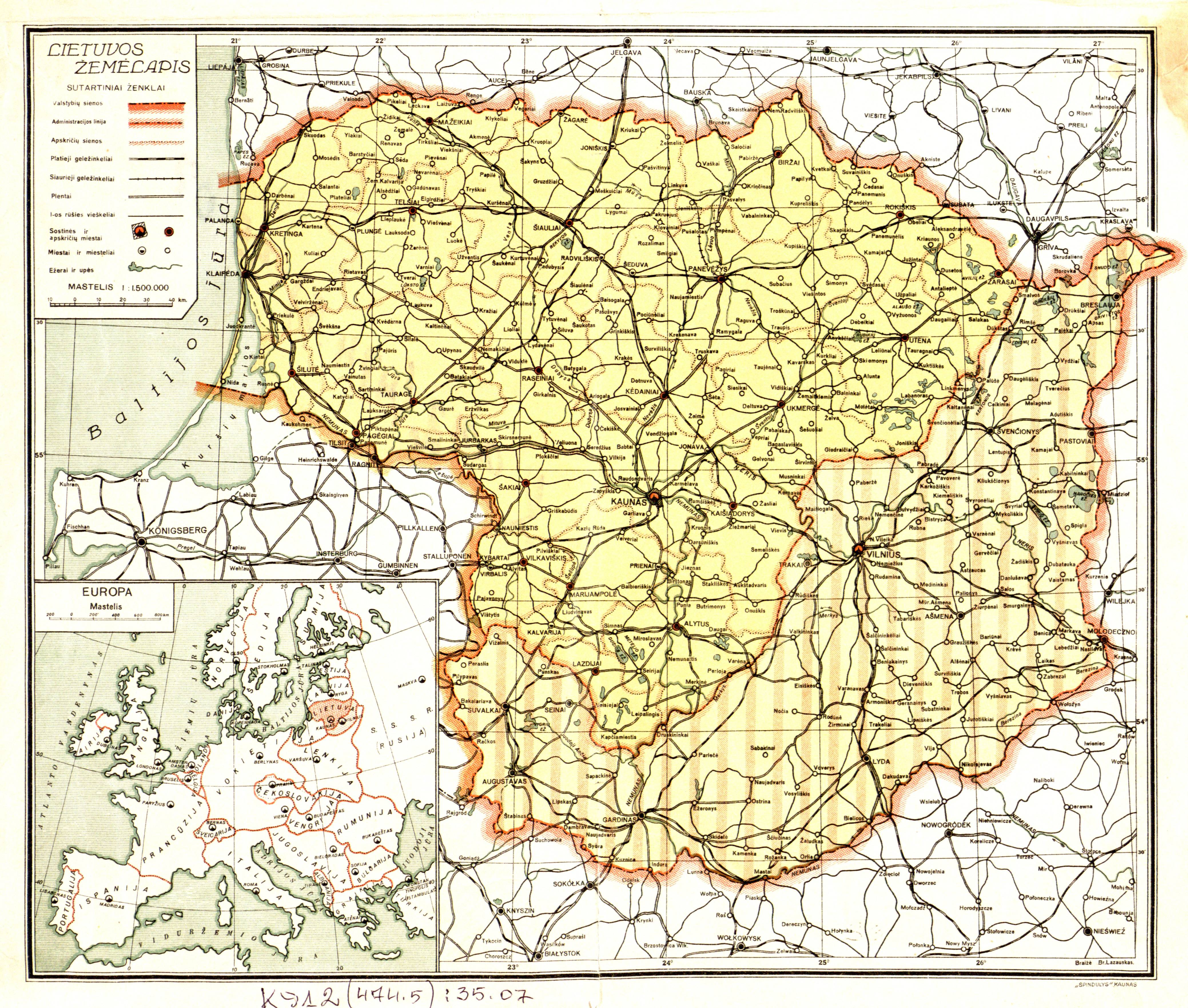
Территориальные претензии Литвы в межвоенный период.
Карта территориальной эволюции Литвы 1920 года, опубликованная литовским информационным бюро во Франции.